# Sangla Hill
Sangla Hill (en ourdou : سانگلہ ہِل) est une ville pakistanaise, située dans le district de Nankana Sahib dans le nord de la province du Pendjab. Elle est aussi la capitale du tehsil du même nom.
La ville se situe à 35 kilomètres au nord-ouest de Sheikhupura et est située sur la ligne de chemin de fer Shorkot-Sheikhupura.
La région est connue pour la « colline de Sangla », qui a donné son nom à la ville. Cette dernière possède également un riche patrimoine historique, notamment un temple hindou.
La population de la ville a été multipliée par plus de deux entre 1972 et 2017 selon les recensements officiels, passant de 25 411 habitants à 61 504. Entre 1998 et 2017, la croissance annuelle moyenne s'affiche à 1 %, bien inférieure à la moyenne nationale de 2,4 %. Selon le recensement de 2023, la population de la ville monte à 103 709 habitants.
Près de 95 % des habitants parlent le pendjabi, tandis qu'environ 4 % des habitants ont l'ourdou pour langue maternelle.
Essentiellement musulmane, la ville inclut une minorité chrétienne, comptant environ 4 000 fidèles, presque 4 % des habitants de la ville.
Le taux d'alphabétisation de la ville s'élève à 76 % en 2023 (contre une moyenne nationale de 61 %), dont 79 % pour les hommes et 73 % pour les femmes.
|            | 1972 (rec.) | 1981 (rec.) | 1998 (rec.) | 2017 (rec.) | 2023 (rec.) |
| ---------- | ----------- | ----------- | ----------- | ----------- | ----------- |
| Population | 25 411      | 33 771      | 50 368      | 61 504      | 103 709     |